# La Pampilla (Perú)
La Pampilla es una rompiente de ola y playa ubicada en el distrito limeño de Miraflores y que forma parte del circuito de playas de la Costa Verde en Perú. Es utilizada como zona de surf y balneario por parte de los vecinos de los distritos cercanos a la playa desde inicios de los años de la década de 1970. Es considerada una cuna de tablistas del surf peruano como Felipe Pomar, Sofía Mulanovich, Magoo de la Rosa, Javier Huarcaya y Piccolo Clemente.
Es una ola protegida por el estado desde el 8 de abril de 2016 a partir de la Resolución Directoral n. 0220-2016 de la Marina de Guerra del Perú, en el marco de la Ley de rompientes.
La contaminación con residuos sólidos y desagüe en el agua y en la playa es frecuente.

## Descripción
La playa tiene 350 m de longitud y está cubierta de piedras de canto rodado. La rompiente de ola va hacia la derecha y puede llegar hasta los 2 m de altura. La ola es popular durante todo el año para todo tipo de tablistas y tamaños de tabla: tanto para novatos como para veteranos, y desde tablas cortas a longboards.
Se han realizado campeonatos nacionales e internacionales de tabla y pádel, como La Pampilla Longboard Classic organizado anualmente desde 2014 o el Campeonato Mundial ISA de StandUp Paddle (SUP) y Paddleboard el 2012 y 2013.
En 2017 se instalaron luminarias que hacen posible surfear las olas en la noche.

## Estado de conservación
La contaminación de las aguas y las orillas en La Pampilla con coliformes fecales, residuos de construcción y domésticos es frecuente por la mala gestión de la basura y el desagüe por parte de algunos distritos limeños como los de Villa El Salvador, Magdalena del Mar, Villa María del Triunfo y Chorrillos.
La rompiente de La Pampilla es una ola amenazada por proyectos de infraestructura como la construcción tercer carril de la costa verde, que le quitan espacio a la playa y afectan la rompiente. No obstante, el 8 de abril de 2016 se emitió la Resolución Directoral n.° 0220-2016 MGP/DGCG que protege a las Rompientes de Miraflores —en donde se incluyen a las rompientes de La Pampilla, Punta Roquitas, Makaha y Redondo— a partir de una solicitud establecida en una carta de la Federación Deportiva Nacional de Tabla (FENTA) a fines de diciembre de 2015. La protección de las rompientes en el distrito de Miraflores en Lima fue resultado de la campaña ‘Hazla por tu Ola' organizada por la Sociedad Peruana de Derecho Ambiental (SPDA), la FENTA y la sociedad civil compuesta por vecinos y surfistas del distrito.

## Conflictos socioambientales

### Enrocado de la playa en 2015
Durante la madrugada del 28 de abril de 2015 la Municipalidad Metropolitana de Lima colocó rocas en la playa con el fin de construir el tercer carril sin la autorización de la Dirección General de Capitanías y Guardacostas del Perú (DICAPI).
Al día siguiente, el 29 de abril, la policía se enfrentó un grupo de bañistas y tablistas que impedía la colocación de más rocas por parte de la Municipalidad. Pese a la oposición, la municipalidad, a través de un funcionario de la Empresa Municipal Administradora de Peaje de Lima (EMAPE), anunció la continuación del enrocado justificando que se ejecutaba debido a una alerta de la Marina de Guerra del Perú por un fuerte oleaje que se registraría en los siguientres días. Los bañistas y tablistas justificaban su oposición al enrocado argumentando que el enrocado reduciría el área de la playa y afectaría la organización de competencias de surf.
Varias personalidades expresaron públicamente su postura en contra el enrocado de la Pampilla y la construcción del tercer carril. Entre ellos se pueden mencionar a las tablistas Analí Gómez y Sofía Mulánovich; y al baterista de la banda mexicana Molotov, Micky Huidobro.
El 30 de abril el Organismo de Evaluación y Fiscalización Ambiental (OEFA) solicitó a la Marina de Guerra del Perú implementar una medida preventiva para detener el enrocado. Esa mañana, dos patrullas de guardacostas de la DICAPI se presentaron en la playa para impedir que la Municipalidad continuase colocando rocas en la playa.
El domingo 3 de mayo el alcalde de Lima de ese entonces, Luis Castañeda Lossio acusó al presidente de la Federación Deportiva Nacional de Tabla (FENTA) de politizar el tema y tener una “aspiración de candidatitis”, y cuestionó las acciones de la DICAPI por impedir la continuación del enrocado.
El día lunes 4 de mayo, el alcalde Castañeda reconoció que hubo falta de comunicación por parte de su gestión y anunció el retiro de las rocas.